# SIMBAD
Nota: Este artigo trata do catálogo astronômico SIMBAD.  Para o personagem de ficção, consulte Simbad.
SIMBAD (Set of Identifications, Measurements, and Bibliography for Astronomical Data, traduzido para o português como Conjunto de Identificações, Medidas e Bibliografia para Dados Astronômicos) é um banco de dados astronômico de objetos além do sistema Solar. Ele é mantido pelo Centre de Données astronomiques de Strasbourg (CDS, traduzido como Centro de dados astronomicos de Estrasburgo), na França.
O SIMBAD foi criado a partir da fusão do Catalog of Stellar Identifications (CSI, Catálogo de Identificações Estelares) e o Bibliographic Star Index (Índice Bibliográfico de Estrelas), que existiam no Meudon Computer Centre até 1979, e então se expandiaram com novas fontes de dados de outros catálogos e de literatura acadêmica. Sua primeira versão interativa on-line foi disponibilizada em 1981.
Em 14 de junho de 2007, o SIMBAD continha informações de 3,824,195 objetos sob 11,200,785 nomes diferentes, com 209,451 referências bibliográficas e 5,455,841 citações bibligráficas.
O SIMBAD pode ser acessado com o software Aladin (também desenvolvido pelo CDS), entre outros meios.